# Biserica de lemn din Pojogeni-Dealul Ocii

Biserica de lemn din Pojogeni-Dealul Ocii înconjurată de cimitir. Foto: 2009

Interiorul bisericii, naosul spre iconostas. Foto: 2009

Portalul de la intrare. Foto: 2009

Biserica de lemn din Pojogeni-Dealul Ocii se afla în cătunul Dealul Ocii din localitatea Pojogeni, județul Gorj, purtând hramul „Sfinții Voievozi”. Părăsit cu decenii în urmă de enoriași și păstori, lăcașul a fost salvat în extremis prin transferare în Mănăstirea Cămărășeasca în toamna anului 2009. Lăcașul datează din anul 7305 de la Adam. Această biserică de țară prezintă în modestia proporțiilor sale câteva valențe caracteristice lăcașurilor de lemn oltenești, distinse aici în bolta comună peste navă și tindă, absența turnului, pridvor pe stâlpi cu capete sculptate, pisanie scrijelită peste intrare. Se remarcă de asemenea prin calitatea execuției în piesele pictate rămase în iconostas. Biserica este înscrisă pe noua listă a monumentelor istorice, LMI 2004:  GJ-II-m-B-09403.

## Istoric
Biserica de lemn a fost ridicată în cătunul Dealul Ocii, astăzi cuprins în localitatea Pojogeni, suburbie a orășelului Târgu Cărbunești. Momentul ridicării bisericii a fost consemnat înr-o pisanie pe portalul de la intrare: „Acest sfănt lăcași Dumnez[ă]esc sa făcut în zilele luminatului domn Gheorghie Anagiarlu și părinte[le] nostru epis[co]pu Nectarie. 7305”. Inscripția datează construcția din anul 7305, după era bizantină, de la Adam, care în cronologia actuală, de la nașterea lui Isus, înseamnă anii 1796-97, așadar în timpul episcopului de Râmnic Nectarie, viitor mitropolit al Țării Românești. Menționarea „luminatului domn Gheorghie Anagiarlu” este probabil o răstălmăcire a numelui domnitorului Constantin Hangerli, cel care în 1797 a fost trimis de poartă în scaunul de domnie al Țării Românești. În acest caz datarea corectă a bisericii ar fi 1797. Discordanțele în datele istorice relevă dificultăți de comunicare între centru și periferie în epocă. 
Cercetătoarea Ioana Cristache-Panait, o bună cunoscătoare a monumentelor de lemn oltene, atrage atenția asupra vechimii mai mari a bisericii, sprijinindu-se pe elemnte formale care împing momentul inițial al construcției cu un secol mai devreme. Elementele formale vechi evocate sunt proporțiile, tehnica de îmbinare a bârnelor, ferestrele cu rame monoxile păstrate la navă precum și modul de îmbinare a portalului, unde bârna cu pisanie de la 1797 este adausă cu ocazia refacerii construcției. La acestea se pot adăuga semnele de numerotare a bârnelor, ce apar de sub spoială atât pe pereții exteriori ai bisericii cât și pe cei ai altarului. Numerotarea indică o desfacere și o remontare, care poate implica nu numai o refacere dar și o mutare. În această situație anul 1797 pare a marca mai degrabă o reînoire a lăcașului, o situație des întâlnită în zonă. 
Biserica nu ar fi îndurat veacurile fără o întreținere din timp în timp a acoperișului și eventuale reparații complementare. Ultima reparație cunoscută a avut loc în anul 1945, după război, în vremuri mult mai grele de cât cele de astăzi. După mai mult de șase decenii de părăsire și degradare biserica a fost salvată prin transferare la Mănăstirea Cămărășeasca din Târgu Cărbunești în toamna anului 2009.

## Imagini din exterior

biserica, sud-vest
dosul altarului
altar, semne de numerotare în dreapta ferestrei
pridvorul
pisania peste intrare
ferestra cu ramă monoxilă, la navă
cruce de lemn pe coama acoperișului
stâlp la pridvor

## Imagini din interior

interiorul bisericii spre apus
interiorul altarului
peretele sudic în altar
balauri legați sub crucea iconostasului
icoana de hram „Vovidenia”
poală de icoană din iconostas
ușile împărătești
trafor și pictură decorativă peste ușă diaconească